# Spławie (województwo kujawsko-pomorskie)
Spławie – osada w Polsce położona w województwie kujawsko-pomorskim, w powiecie świeckim, w gminie Drzycim nad Wdą na obszarze Wdeckiego Parku Krajobrazowego. Wieś wchodzi w skład sołectwa Wery.
W latach 1975–1998 miejscowość administracyjnie należała do województwa bydgoskiego.
Inne miejscowości o nazwie Spławie: Spławie